# Club Deportivo Gerena
El Club Deportivo Gerena és un equip de futbol espanyol amb seu a Gerena, Sevilla, a la comunitat autònoma d'Andalusia. Fundat l'any 2006, juga a Tercera Divisió – Grup 10, i celebra els partits a casa a l'Estadi José Juan Romero Gil. El seu president és Francisco Javier Ojeda Gandul.

## Temporada a temporada
| Temporada | Nivell | Divisió | Lloc  | Copa del Rei |
| --------- | ------ | ------- | ----- | ------------ |
| 2006/07   | 8      |         | 3r    |              |
| 2007/08   | 8      |         | 1r    |              |
| 2008/09   | 7      |         | 6è    |              |
| 2009/10   | 7      |         | 2n    |              |
| 2010/11   | 6      |         | 1r    |              |
| 2011/12   | 5      |         | 5è    |              |
| 2012/13   | 5      |         | 1r    |              |
| 2013/14   | 4      | 3a      | 6è    |              |
| 2014/15   | 4      | 3a      | 3r    |              |
| 2015/16   | 4      | 3a      | 5è    |              |
| 2016/17   | 4      | 3a      | 11è   |              |
| 2017/18   | 4      | 3a      | 7è    |              |
| 2018/19   | 4      | 3a      | 14è   |              |
| 2019/20   | 4      | 3a      | 14è   |              |
| 2020/21   | 4      | 3a      | 8è/2n |              |
| 2021/22   | 5      | 3ª Fed. | 5è    |              |
| 2022/23   | 5      | 3ª Fed. | 3r    |              |

- 8 temporades a Tercera Divisió